# Parametorchis complexus
Parametorchis complexus ist ein in der Leber und den Gallengängen von Katzen, selten auch bei Hunden parasitierender Saugwurm. Er ist Typspezies der Gattung und kommt in Nordamerika vor.
Die Adulten sind 5 bis 10 mm lang und 1,5 bis 2 mm breit. Der bedornte Körper ist hinten abgestumpft. Der Uterus umgibt rosettenartig den Bauchsaugnapf, der Dotterstock (Vitellarium) ist auf das vordere Körperdrittel beschränkt. Die beiden Hoden sind gelappt und liegen im hinteren Körper. Der Entwicklungszyklus verläuft wie bei anderen Opisthorchiidae vermutlich über Zwischenwirte, diese sind aber unbekannt.